# Athena 98.4 FM
Athena 98.4 FM, або Афінське муніципальне радіо — перша приватна радіостанція, яка розпочала своє мовлення на законних підставах у Греції.
Перший ефір відбувся 31 травня 1987 року, і станція була запущена тодішнім мером Афін Мільтіадісом Евертом. На початковому етапі радіостанція зіткнулась з багатьма проблемами у правовому колі, оскільки до 1989 року грецьке законодавство не визначало засад утворення та подальшої дії для приватного мовлення.
Для трансляції своїх передач станція використовує частоту 98,4 FM, хоча 2002 року перейшла на частоту 98,3 FM після чергової передачі частот в муніципалітеті Афіни. Нині станцією володіє муніципалітет Афіни. Крім того Athena 98.4 FM здійснює онлайн вебтрансляції, а також радіомовлення передач через супутник.
Іноземною мовою радіомовлення здійснює проект Athena 98.4 FM радіостанція Афінське міжнародне радіо. Інший братній проект Athens Web TV здійснює відео вебтрансляції.